# Nerine masonorum
Nerine masonorum är en amaryllisväxtart som beskrevs av Harriet Margaret Louisa Bolus. Nerine masonorum ingår i släktet Nerine och familjen amaryllisväxter. Inga underarter finns listade i Catalogue of Life.

## Bildgalleri

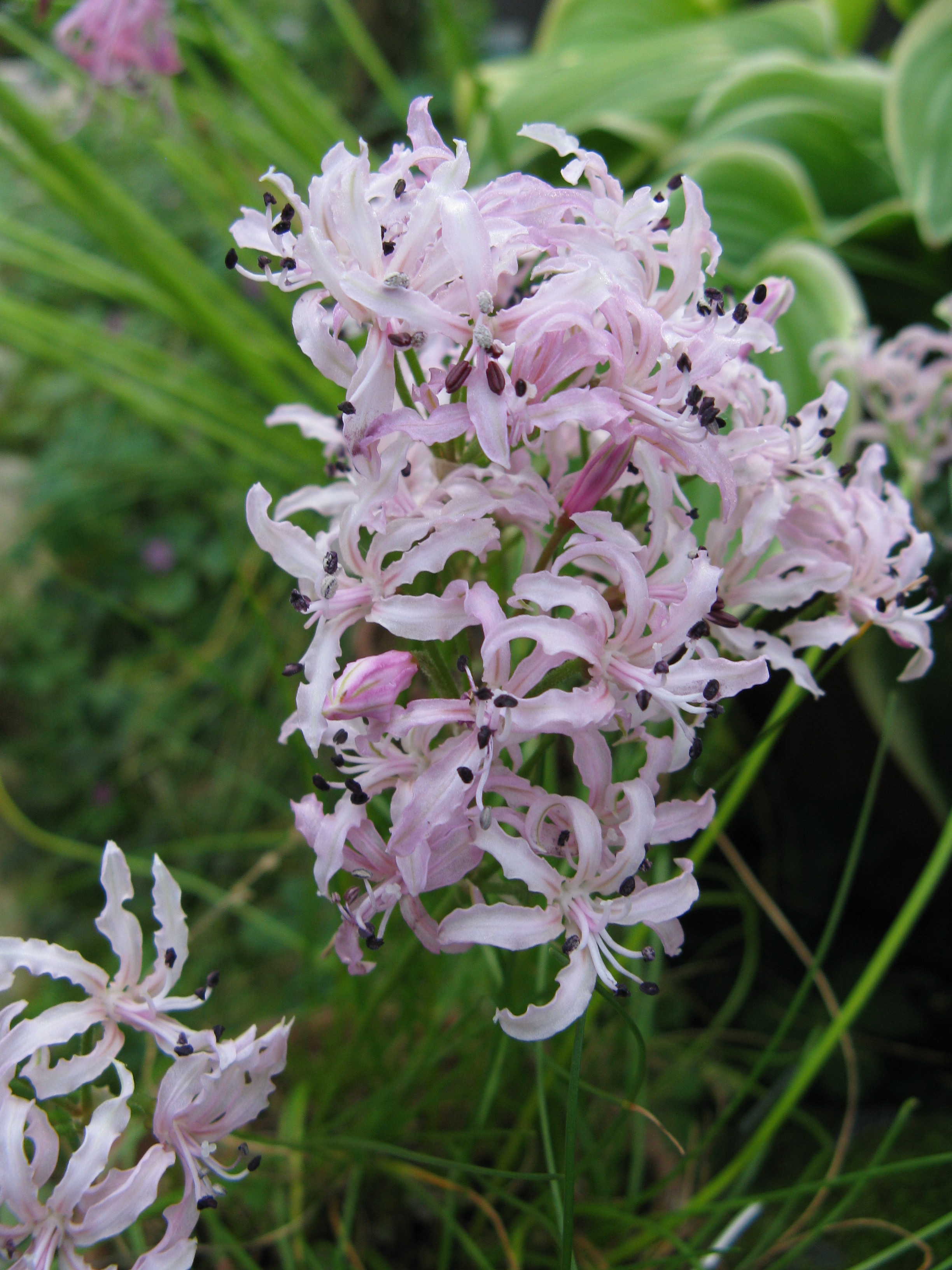
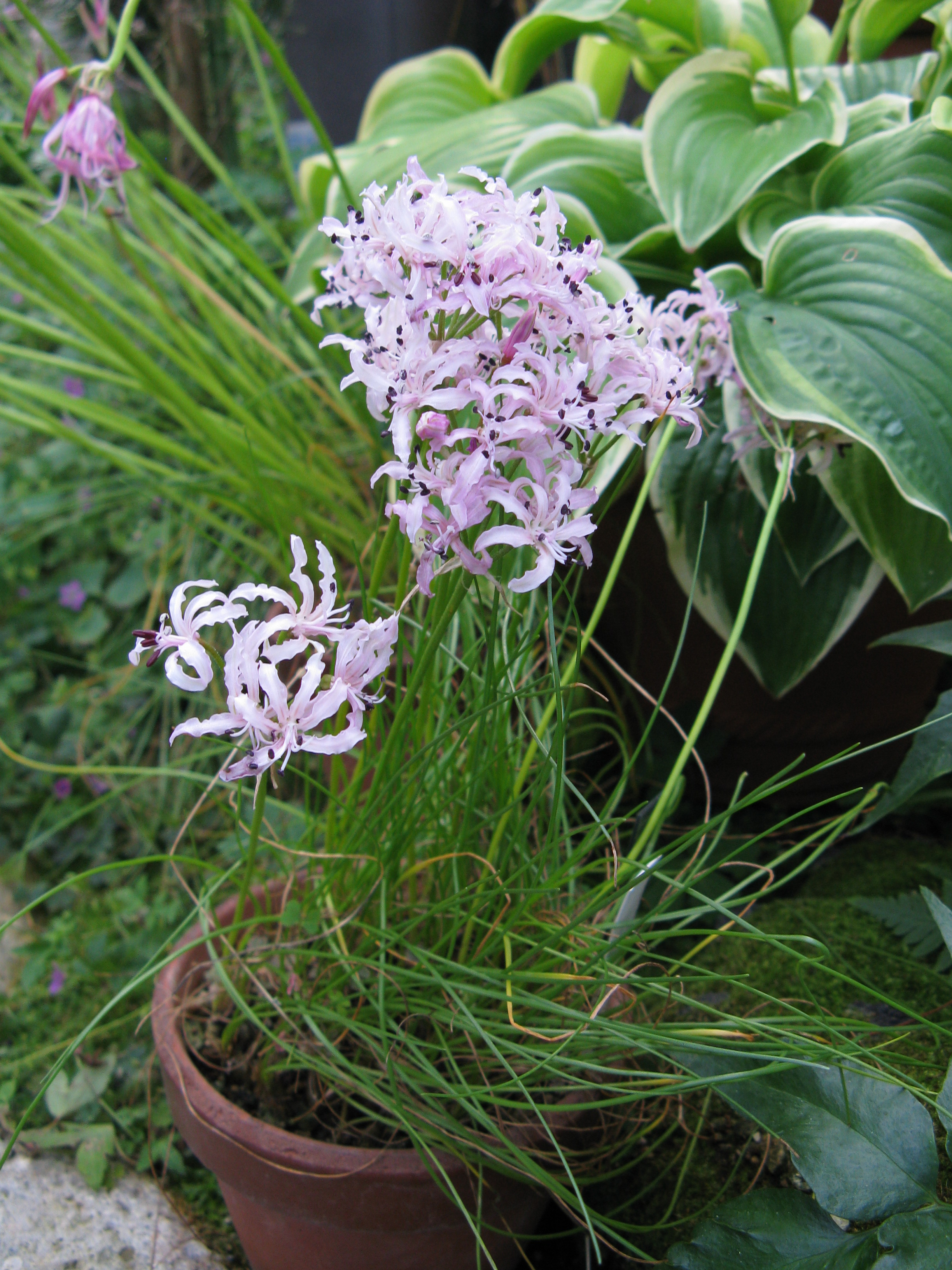